# مولتون، سافک
مولتون (به انگلیسی: Moulton) یک روستا و محله مدنی در بریتانیا است که در Forest Heath واقع شده‌است. مولتون ۱٬۰۹۰ نفر جمعیت دارد.